# 28-я пехотная дивизия (Болгария)
28-я пехотная дивизия (болг. Двадесет и осма пехотна дивизия) — воинское формирование армии Болгарии, участвовавшее во Второй мировой войне.

## История
Дивизия сформирована 22 ноября 1943 в оккупированном болгарами греческом горподе Комотини (тур.Гюмюрджина) в составе 2-го болгарского корпуса. В состав дивизии вошли 10-й Родопский, 57-й Гюмюрджинский пехотные полки и 10-й артиллерийский полк. Позднее в состав вошли 6-й конный и сборный артиллерийские полки. Дивизией командовал сначала Михаил Беджев, а затем Станимир Горнев. Оба были уволены в сентябре 1944 года. Дивизия была расформирована 7 октября 1944.

## Командиры
| №  | Звание       | Имя             | Время                |
| -- | ------------ | --------------- | -------------------- |
| 1. | полковник    | Михаил Беджев   | 22 ноября 1943 — ?   |
| 2. | полковник    | Станимир Горнев | ? — 14 сентября 1944 |
| 3. | подполковник | Тодор Буровски  |                      |